# بكتيريا مائية بحرية هادئية
بكتيريا مائية بحرية هادئية (الاسم العلمي: Aquimarina pacifica) هي نوع من البكتيريا، سلبية الغرام، تتبع جنس بكتيريا مائية بحرية.